# Luis Alberto Martínez

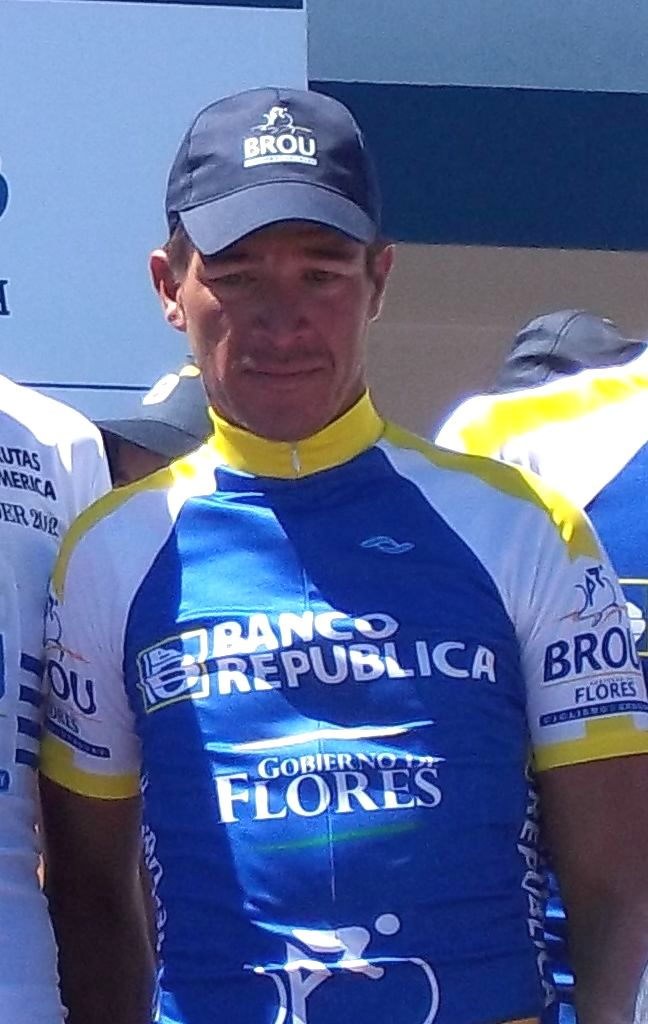
Luis Alberto Martínez (2012)

Luis Alberto Martínez Ramírez (* 17. März 1973 in Paysandú) ist ein uruguayischer Straßenradrennfahrer.
Luis Alberto Martínez, der 1998 und 2002 für Uruguay jeweils an den Südamerikaspielen teilnahm, gewann 1999 eine Etappe bei der Rundfahrt Rutas de América. In der Saison 2003 wurde er jeweils Gesamtzweiter bei der Rutas de America und bei der Vuelta Ciclista del Uruguay. Im selben Jahr nahm er auch an den Panamerikanischen Spielen teil. 2004 gewann Martínez die zehnte Etappe bei der Vuelta Ciclista del Uruguay. Bei der Rutas de America wurde er 2004 und 2005 Dritter der Gesamtwertung und 2006 wurde er Zweiter. In der Saison 2009 war er dort beim Mannschaftszeitfahren erfolgreich und gewann 2010 die Vuelta del Paraguay.

## Erfolge
1997
- eine Etappe Rutas de América

1999
- eine Etappe Rutas de América

2004
- eine Etappe Vuelta Ciclista del Uruguay

2009
- Mannschaftszeitfahren Rutas de América

2010
- eine Etappe und Gesamtwertung Vuelta del Paraguay

## Teams
- 2002 Club Atlético Peñarol
- 2014 CA Villa Teresa[1]
- 2015 CA Villa Teresa